# پتا بالاک
پتا بالاک (انگلیسی: Peta Bala'c؛ زادهٔ ۹ دسامبر ۱۹۵۳) بازیکن فوتبال اهل بریتانیا است.
از باشگاه‌هایی که در آن بازی کرده‌است می‌توان به باشگاه فوتبال کایزر چیفس، باشگاه فوتبال سوانزی سیتی، باشگاه فوتبال پلیموث آرگیل، باشگاه فوتبال هرفورد یونایتد، و باشگاه فوتبال اسپورتینگ پرتغال اشاره کرد.